# Hal Tidrick
Howard Benjamin "Hal" Tidrick (Martins Ferry, Ohio, 4 de agosto de 1915-ibidem, 2 de abril de 1974) fue un jugador de baloncesto estadounidense que disputó una temporada en la BAA, además de jugar en la NBL y la ABL. Con 1,85 metros de estatura, jugaba en la posición de escolta.

## Trayectoria deportiva

### Universidad
Jugó durante su etapa universitaria en los Presidents del Washington & Jefferson College, siendo hasta la fecha, junto a Buddy Jeannette y Harry Zeller, los únicos representantes de dicha universidad en llegar a jugar en la BAA o la NBA.

### Profesional
Comenzó su carrera profesional disputando el World Professional Basketball Tournament con los Dayton Dive Bombers en 1942, siendo elegido esa temporada en el segundo mejor quinteto del campeonato. Jugó al año siguiente un único partido con los Sheboygan Redskins de la NBL, para fichar en 1946 con los Toledo Jeeps, con los que disputó dos temporadas, siendo en ambas el mejor anotador del equipo, en la primera promediando 13,2 puntos por partido, lo que le valió para ser incluido en el segundo mejor quinteto de la NBL, y 12,3 en la segunda. En 1947 disputó además de nuevo el World Professional Basketball Tournament con los Jeeps, volviendo a ser incluido en segundo mejor quinteto. Acabó su participación en la NBL como el octavo mejor anotador de la historia, con 12,5 puntos por partido.
En 1948 los Jeeps lo traspasaron a los Indianapolis Jets de la BAA, quienes semanas después lo enviarían a los Baltimore Bullets a cambio de Freddie Lewis. Allí acabó la temporada, ya con 33 años, promediando 9,7 puntos y 1,7 asistencias por partido, y con el sexto mejor porcentaje de tiros libres de la liga, un 80,0%.
Acabó su carrera deportiva jugando una temporada con los Washington Capitols de la ABL, en la que promedió 9,5 puntos por partido.

## Estadísticas de su carrera en la BAA

### Temporada regular
| Temporada | Edad | Equipo            | Liga | P  | TC  | TCA  | %TC  | TL  | TLA | %TL  | ASIS | FP  | PTS |
| 1948-49   | 33   | TOTAL             | BAA  | 61 | 3.2 | 10.1 | .315 | 2.7 | 3.4 | .800 | 1.7  | 3.1 | 9.0 |
| 1948-49   | 33   | Indianapolis Jets | BAA  | 8  | 1.5 | 8.4  | .179 | 1.8 | 2.3 | .778 | 1.4  | 2.3 | 4.8 |
| 1948-49   | 33   | Baltimore Bullets | BAA  | 53 | 3.4 | 10.4 | .332 | 2.8 | 3.5 | .802 | 1.7  | 3.3 | 9.7 |
| Total     |      |                   | BAA  | 61 | 3.2 | 10.1 | .315 | 2.7 | 3.4 | .800 | 1.7  | 3.1 | 9.0 |

### Playoffs
| Temporada | Edad | Equipo            | Liga | P | TC  | TCA | %TC  | TL  | TLA | %TL  | ASIS | FP  | PTS |
| 1948-49   | 33   | Baltimore Bullets | BAA  | 3 | 1.7 | 6.3 | .263 | 1.0 | 1.7 | .600 | 0.3  | 5.3 | 4.3 |
| Total     |      |                   | BAA  | 3 | 1.7 | 6.3 | .263 | 1.0 | 1.7 | .600 | 0.3  | 5.3 | 4.3 |